# アルゼンチンのサッカーリーグ構成
この項では、アルゼンチンのサッカーリーグ構成を説明する。2カテゴリーの全国リーグ（リーガ・プロフェシオナルとプリメーラB・ナシオナル）と、3部以下の下部リーグから成る。上位2つのカテゴリーはアルゼンチンサッカー協会の直接加盟クラブ・間接加盟クラブといったステータスに関係なく、上がってきたクラブは全て所属できる場所である。
アルゼンチンサッカー協会に直接加盟しているクラブ（その多くは大ブエノスアイレス都市圏に所在するクラブであり、一部はブエノスアイレス州やサンタフェ州に所在するクラブである）は、3部相当のディビジョンとしてプリメーラB・メトロポリターナ、4部相当のディビジョンとしてプリメーラC、5部相当のディビジョンとしてプリメーラDが存在する。プリメーラDから降格となったクラブは翌シーズンを所属ディビジョンなしで過ごすこととなる。
アルゼンチンサッカー協会に直接加盟せず、地域ごとのサッカー協会に加盟するクラブは、3部相当のディビジョンとしてトルネオ・アルヘンティーノA、4部相当のディビジョンとしてトルネオ・アルヘンティーノB、5部相当のディビジョンとしてトルネオ・アルヘンティーノCが存在する。

## 2024シーズンのピラミッド
| レベル | ディビジョン                                | ディビジョン                          |
| ------ | ------------------------------------------- | ------------------------------------- |
| 1部    | リーガ・プロフェシオナル                    | リーガ・プロフェシオナル              |
| 2部    | プリメーラ・ナシオナル                      | プリメーラ・ナシオナル                |
| 3部    | プリメーラB (es)                            | トルネオ・フェデラルA (es)            |
| 4部    | プリメーラC (es)                            | トルネオ・レヒオナル・フェデラル (es) |
| 5部    | トルネオ・プロモーショナル・アマテウル (es) | 地域リーグ (es)                       |